# Tobrilus grandipapillatus
Tobrilus grandipapillatus är en rundmaskart som först beskrevs av Brakenhoff 1914. Enligt Catalogue of Life ingår Tobrilus grandipapillatus i släktet Tobrilus och familjen Tripylidae, men enligt Dyntaxa är tillhörigheten istället släktet Tobrilus och familjen Tripyloididae. Arten är reproducerande i Sverige. Inga underarter finns listade i Catalogue of Life.